# Diecezja Bougainville
Diecezja Bougainville (łac. Dioecesis Buganvillensis; ang. Diocese of Bougainville) – jedna z 15 diecezji obrządku łacińskiego w Kościele katolickim w Papui-Nowej Gwinei na wyspie Buka ze stolicą w Buka. Ustanowiona diecezją 15 listopada 1966 konstytucją apostolską przez Pawła VI. Biskupstwo jest sufraganią archidiecezji Rabaul.

## Historia
Erygowana 23 maja 1898 brewe przez Leona XIII jako prefektura apostolska Niemieckich Wysp Salomona, a przemianowana na prefekturę Północnych Wysp Salomona 21 stycznia 1904. Podniesiona 31 maja 1930 do rangi wikariatu apostolskiego. Ustanowiona diecezją 15 listopada 1966 bullą papieską przez Pawła VI.

## Struktura
W 2018 r. terytorium diecezji zamieszkiwało 157 tysięcy wiernych, co stanowiło 62,5% mieszkańców. W diecezji pracowało 28 kapłanów diecezjalnych, 13 kapłanów zakonnych, 29 zakonników i 58 zakonnic.
W diecezji zorganizowano 6 dekanatów, do których należą łącznie 34 parafie (stan na 2020 rok).

## Główne świątynie
- Katedra: Katedra Wniebowzięcia Najświętszej Maryi Panny w Buka

## Biskup

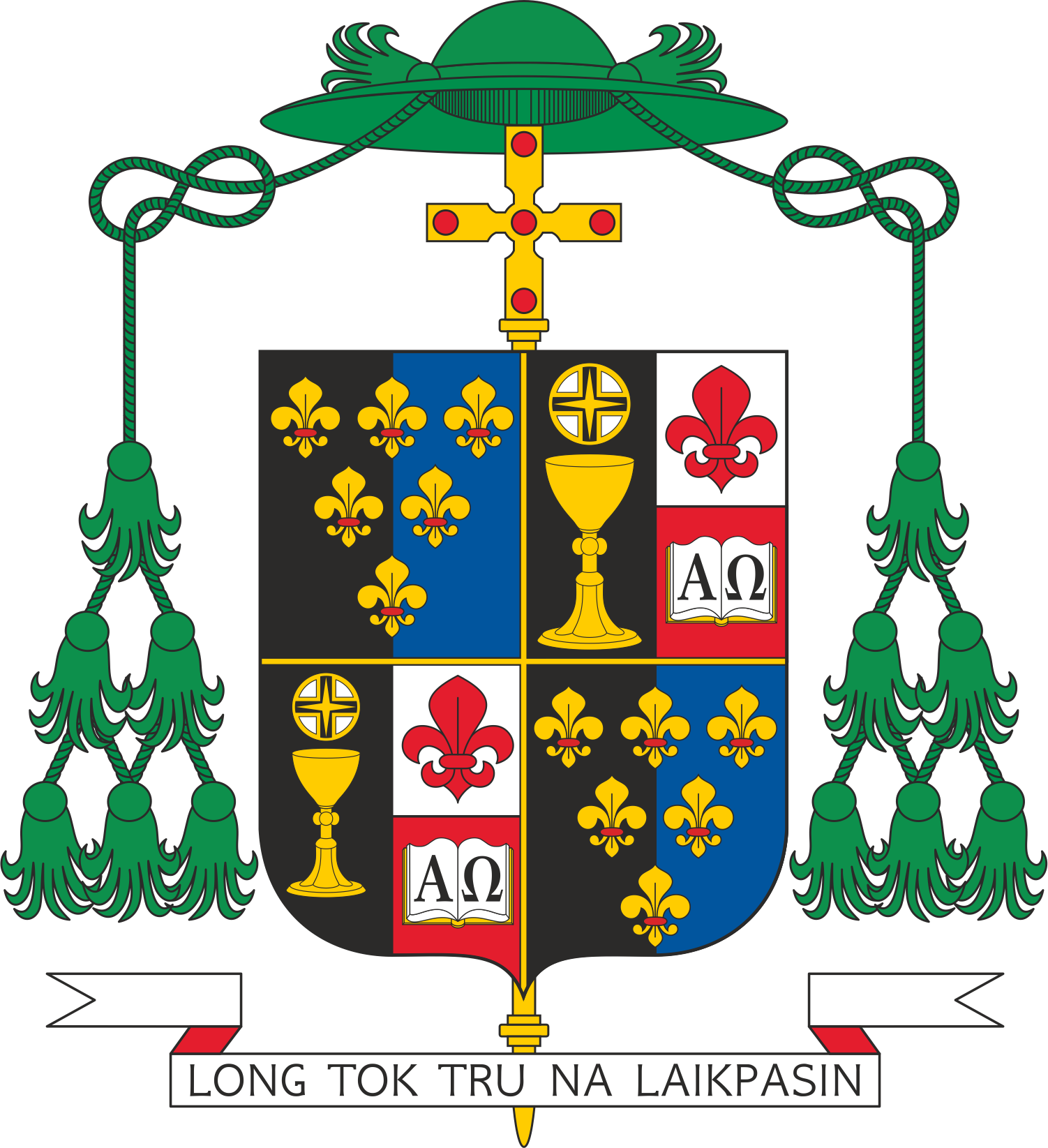
Herb biskupa diecezjalnego – Dariusza Kałuży MSF

### Biskup diecezjalny
- bp Dariusz Kałuża MSF – ordynariusz od 2020